# Kisóvár
Kisóvár (szlovákul Starý Hrádok, korábban Ovárky) község Szlovákiában, a Nyitrai kerület Lévai járásában.

## Fekvése
Lévától 8 km-re, délre fekszik.

## Története
A régészeti leletek tanúsága szerint területén már a késői kőkorszakban is éltek emberek.
1239-ben "Oluar" néven említik először. 1292-ben "Olwar" alakban szerepel a korabeli forrásokban. Előbb az esztergomi érsekség, majd 1388-tól a lévai királyi váruradalom faluja volt. 1534-ben 2 portája adózott. 1601-ben 19 háza állt. 1720-ban 7 adózója volt. 1828-ban 30 házában 184 lakos élt. 
A 18. századtól az Eszterházy család birtokolta, akik állatnemesítő telepet létesítettek a községben. Az első katonai térképezésen a község nincs feltüntetve.
Vályi András szerint "OVÁR. Ovarki. Falu Bars Várm. földes Ura H. Eszterházy Uraság, lakosai külömbfélék, fekszik Ladánynak szomszédságában, mellynek filiája, földgye, és réttye jó, legelője elég, fája mind a’ két féle, ’s malma a’ szomszédságban van."
Fényes Elek szerint "Óvár, magyar falu, Bars vmegyében, ut. p. Lévához 1/2 óra: 25 kath., 208 ref., 5 evang. lak. F. u. h. Eszterházy."
A trianoni békeszerződésig Bars vármegye Lévai járásához tartozott. 1938 és 1944 között újra Magyarország része.

## Népessége
| Év:            | 1994. | 2004.   | 2014.   | 2024.    |
| -------------- | ----- | ------- | ------- | -------- |
| Emberek száma: | 183   | 174     | 187     | 233      |
| Eltérés:       |       | -4,91 % | +7,47 % | +24,59 % |

| Év:            | 2023. | 2024.   |
| -------------- | ----- | ------- |
| Emberek száma: | 225   | 233     |
| Eltérés:       |       | +3,55 % |

Bars vármegye a török által elpusztított részeit már a 17. század végétől erős katolikus szlovák és morva újratelepítési hullám érte, mely azonban az elégtelen szabad földterület és a gyakori árvizek miatt Kisóvárt elkerülte. A faluba egyedül a környékbeli magyarok költöztek, elsősorban vallási okokból. Az 1728-as haszonállatokat érintő pestis a falut is elérte, s a község itt is kölcsönt volt kénytelen felvenni, ami miatt eladósodott. A 18. században az elpusztult telkeket is újra benépesítették, így a falu elérhette a korábbi török idők előtti lakosságszámot, azonban így is a vármegye legkisebb települései közé tartozott.
1880-ban 294 lakosából 275 magyar és 1 szlovák anyanyelvű volt.
1890-ben 318 lakosából 315 magyar és 3 szlovák anyanyelvű volt.
1900-ban 307 lakosából 302 magyar és 5 szlovák anyanyelvű volt.
1910-ben 311 lakosából 302 magyar és 9 szlovák anyanyelvű volt.
1921-ben 277 lakosából 269 magyar és 8 csehszlovák volt.
1930-ban 275 lakosából 240 magyar és 34 csehszlovák volt.
1941-ben 242 lakosából 233 magyar és 9 szlovák volt.
A második világháború után itt is retorziók érték a magyarságot, a magyar nyelv használatát hivatalos úton tiltották. A lakosságcsere is érintette a falut, azonban a hivatalos statisztikák több szempontból is pontatlanok. Kisóvárban 1947-ben 62 háztartás, 3 üzlethelyiség, 1 iskola és 1 hivatali épület volt. A faluban 1948-ban 285 lakos élt, melyből 28 család Nyíregyházáról, 5 pedig Bánkról repatriált. A faluban azonban a magyar nyelv használata továbbra is általános maradt, mivel a szlovák nyelvet akkor a közösség egyik része sem bírta tökéletesen.
1970-ben 232 lakosából 49 magyar és 183 szlovák volt.
1980-ban 213 lakosából 49 magyar és 164 szlovák volt.
1991-ben 193 lakosából 41 magyar és 152 szlovák volt.
2001-ben 178 lakosából 154 szlovák és 24 magyar volt.
2011-ben 192 lakosából 129 szlovák és 34 magyar volt.
2021-ben 207 lakosából 170 (+3) szlovák, 31 (+3) magyar, 3 egyéb és 3 ismeretlen nemzetiségű volt.

## Nevezetességei

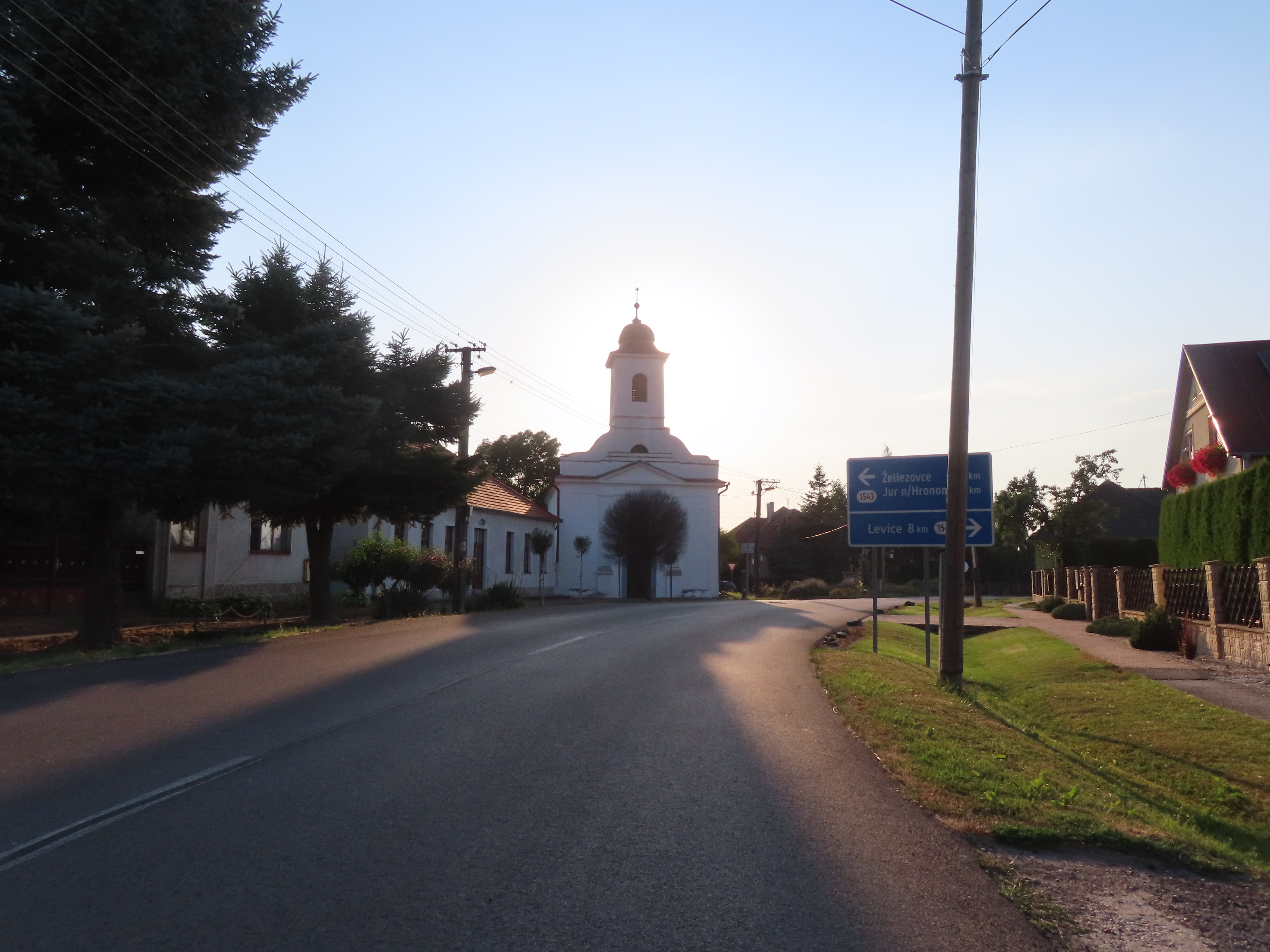

- Református temploma 1658-ban épült neobarokk stílusban.
- A községben a népi építészet néhány szép példája látható.

## Külső hivatkozások
- Községinfó
- Kisóvár Szlovákia térképén
- A község a Garammente régió honlapján
- E-obce.sk Archiválva 2008. június 14-i dátummal a Wayback Machine-ben